# José Bonifácio Coutinho Nogueira
José Bonifácio Coutinho Nogueira (São Paulo, 3 de dezembro de 1923 — São Paulo, 9 de janeiro de 2002) foi um advogado, empresário, usineiro, pecuarista e político brasileiro.

## O político
Filho do ex-deputado Paulo Nogueira Filho. Na juventude, como aluno da Faculdade de Direito da Universidade de São Paulo, conhecida como "a São Francisco", participou ativamente dos movimentos universitários de resistência à ditadura implantada no Estado Novo de Getúlio Vargas. Filiou-se à União Democrática Nacional (UDN). Em 1945, foi eleito presidente da UNE (União Nacional dos Estudantes), no congresso em que a UNE rompeu com o Estado Novo.
Em 1958, a convite do então governador Carvalho Pinto, assumiu a Secretaria de Agricultura do Estado de São Paulo. Em sua gestão, foi construído o Ceasa e iniciou-se a criação da rede de silos e armazéns que viria a ser a Ceagesp.
José Bonifácio criou o Programa Revisão Agrária, de incentivos fiscais a fazendeiros que usassem métodos modernos de conservação do solo, com boas condições de higiene para as casas dos empregados e preservação das florestas nativas. O programa enfrentou oposição por ter sido considerado um princípio de reforma agrária.
Em 1962, foi candidato ao governo de São Paulo, com apoio do então governador Carvalho Pinto, representando uma coligação de partidos que incluía as legendas PR, PDC, UDN, PTB e PRP. Obteve o terceiro lugar, ficando atrás de Ademar de Barros - o eleito - e de Jânio Quadros.
Em 1975, Bonifácio foi nomeado secretário da Educação do Estado de São Paulo, no governo de Paulo Egídio Martins.
É irmão mais novo do naturalista, professor universitário e político brasileiro Paulo Nogueira Neto.

## O empresário da comunicação
José Bonifácio foi o primeiro presidente da Fundação Padre Anchieta e dirigiu a TV Cultura desde sua criação, em 1969, até 1972.
Ainda no campo das Comunicações, JB fundou a EPTV — Empresa Paulista de Televisão (ou, Emissoras Pioneiras de Televisão, conforme consta no rodapé da capa do www.eptv.com) —, afiliada à Rede Globo em Campinas, Ribeirão Preto, São Carlos e Varginha. As quatro emissoras atuam numa área que abrange 299 municípios com uma população de dez milhões de pessoas, suas imagens entram em quase dois milhões e meio de domicílios.
Também integrou os conselhos do Museu Lasar Segall e do Museu da Universidade de Campinas.

## O fazendeiro e o criador de cavalos
José Bonifácio foi ainda empresário agrícola: dirigiu a Usina Ester, uma das principais produtoras de açúcar e álcool do país, e a Pecuária Anhumas. Foi de sua propriedade a Fazenda São Quirino, em  Campinas, advinda da herança de José Paulino Nogueira, herdada por sua filha Esther e seu genro Paulo de Almeida Nogueira, e mais tarde pertencente aos netos deste, Paulo Nogueira Neto e José Bonifácio Coutinho Nogueira. Dono de haras, José Bonifácio presidiu o Jockey Club de São Paulo e a Comissão Coordenadora da Criação do Cavalo Nacional, da Associação de Criadores de Cavalos de Corrida.

## Via Pública
Em sua homenagem, foi nomeado o viaduto José Bonifácio Coutinho Nogueira, em São Paulo.

## Os Diários
Em 2009, foram publicados pela revista Terra da Gente (de Campinas) os diários mantidos por Bonifácio desde a adolescência, em transcrição feita pela jornalista Rosana Zaidan, com o título de O Diário de JB.